# OilEd
OilEd是一个本体论编辑器，它可以帮助用户用DAML+OIL建立本体。
OilEd最初是为提供一个简单的编辑器来演示OIL语言的使用及引起别人对OIL的兴趣。当前版本的OilEd并不提供一个完整的本体论开发环境，只相当于本体论编辑器领域中的"NotePad".
OilEd采用GPL发布。